# Jay Barbree
Jay Barbree est un journaliste américain né le 26 novembre 1933 en Géorgie et mort le 14 mai 2021.

## Biographie
Travaillant comme correspondant pour NBC News et s'étant spécialisé dans les sujets liés à l'espace, Barbree est le seul journaliste à avoir couvert toutes les missions spatiales habitées aux États-Unis, à commencer par le premier américain dans l'espace, Alan Shepard lors de Mercury-Redstone 3, en 1961, jusqu'à la dernière mission de la navette spatiale, la mission STS-135 d'Atlantis en juillet 2011.
Barbree est ainsi présent lors des 135 lancements de navette spatiale et de tous les lancements habités des programmes Mercury, Gemini et Apollo. Au total, Barbree a été témoin de 166 lancements spatiaux habités.